# Săliște (okręg Marmarosz)
Săliște – wieś w Rumunii, w okręgu Marmarosz, w gminie Băsești. W 2011 roku liczyła 101 mieszkańców.